# Site de Morette
Le site de Morette est un lieu de mémoire dédié notamment à la Résistance haut-savoyarde, situé à La Balme-de-Thuy et partiellement sur la commune de Thônes, en France. Le site accueille la nécropole nationale des Glières, le musée départemental de la Résistance et le mémorial départemental de la Déportation.

## Localisation
Le site de Morette est situé sur la route départementale 909, à cheval sur les communes de La Balme-de-Thuy et de Thônes, dans le département français de la Haute-Savoie. Le lieu se trouve au sud du plateau des Glières.

## Nécropole nationale des Glières
La nécropole nationale des Glières est un cimetière militaire et mémorial. Inaugurée en avril 1944, la nécropole commémore les combattants, principalement morts lors des combats des Glières. Il devient un « cimetière militaire national », le 5 février 1949, puis « nécropole nationale des Glières » en 1984.
Le cimetière est composé de 105 tombes surmontées d'une croix en bronze, dont 88 sont celles de maquisards du plateau des Glières. Initialement, les tombes étaient surmontées de croix en bois, qui ont été retirées entre 1960 et 1963.
Au lendemain des combats, l'occupant allemand veut enterrer les morts des Glières dans une fosse commune. Le maire de Thônes s'y oppose et souhaite qu'ils soient enterrés dignement. Le champ situé au lieu-dit Morette est choisi pour les enterrer. Les croix en bronze initialement installées sur les sépultures sont offertes par la Fonderie Paccard. En août 1944, le département de la Haute-Savoie est libéré.
Le 5 novembre 1944, le général de Gaulle rend hommage aux combattants en se rendant sur le site,.
Le cimetière est géré par l'Office national des anciens combattants et victimes de guerre (ONACVG) et le ministère des Armées. Le cimetière militaire a été inscrit au titre des monuments historiques, par arrêté du 23 mars 2015. Du fait de son époque, il bénéficie également du label « Patrimoine du XXe siècle ».

## Musée départemental de la Résistance

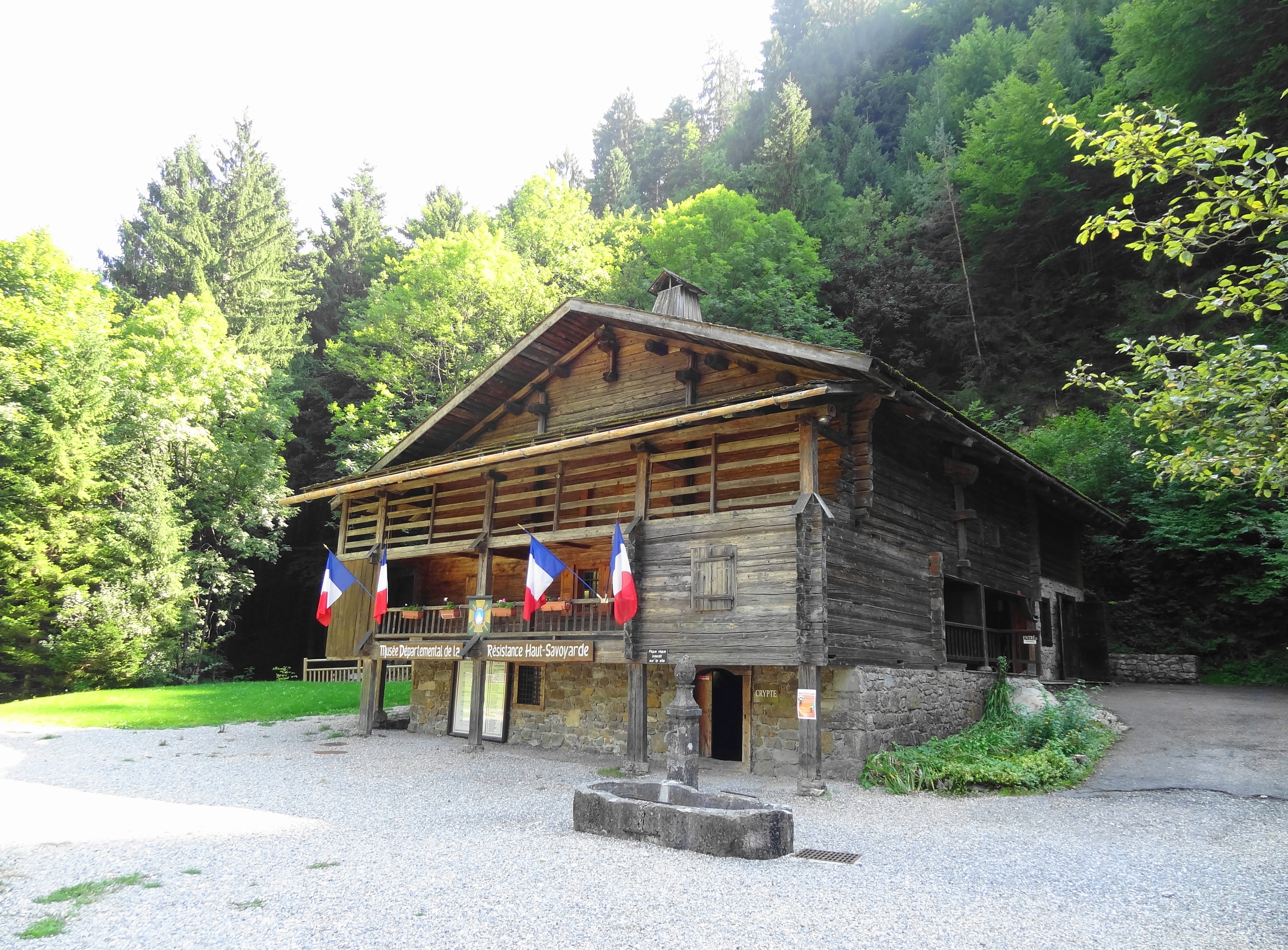
Musée départemental de la Résistance.

Le musée départemental de la Résistance est installé à proximité de la nécropole, il est consacré à la résistance de la Haute-Savoie durant la Seconde Guerre mondiale. Il est installé dans un chalet d'alpage, daté de 1794.
Le musée est né à la suite de l'initiative de l'Association des Rescapés des Glières, en 1964, voulant rendre hommage aux combattants morts aux Glières. Quatorze ans plus tard, il devient un musée départemental.

## Mémorial départemental de la Déportation
Sur le site de Morette a été érigé un monument à la mémoire de plus de 1 200 déportés hauts-savoyards, principalement pour faits de résistance. Ce monument a été créé par l'Association des déportés, internés et familles de la Haute-Savoie (U.N.A.D.I.F).